# Historia prehispánica del Cuzco
Los más antiguos asentamientos precéramicos del departamento de Cusco han sido localizados en Yauri y Chumbivilcas y se remontan a 5000 años a. C., pero en el valle del Cusco la presencia humana es más tardía, de hacia el 1000 a. C., época en que en Marcavalle, en el sector este de la actual ciudad imperial, se hallaban establecidas pequeñas comunidades dedicadas a la agricultura y la ganadería y relativamente bastante desarrolladas.
El sitio de Chanapata, excavado por John Rowe en 1941 en las cercanías de la parroquia de Santa Ana, es de aproximadamente el 800 a. C. y presenta características parecidas. La cerámica ahí encontrada, de rasgos peculiares, color negro y decoración incisa, vasijas de base plana y paredes rectas, diseños sencillos de círculos y grecas blancos sobre fondo rojo, o rojos sobre fondo amarillo claro, indica que este valle fue uno de los pocos lugares del ande que se mantuvieron relativamente al margen de la entonces predominante influencia Chavín. No se sabe de dónde procedían estos primeros pobladores, pero lo más probable es que viniesen del sur, pues la zona del Cusco es hasta hoy una de las rutas naturales de migración desde el Altiplano andino, procedencia igualmente sugerida por el parentesco de su cerámica con la de Qalayu, en Puno. Tampoco es posible decir qué idioma hablaban, aunque obviamente no era el quechua, que todavía no había llegado a la zona, sino posiblemente el aimara o el puquina.
Desde esa época hasta que la influencia wari se hace presente en el siglo VII, la vida en la zona debe de haber sido más o menos estable, como se desprende de la persistencia, durante un larguísimo período de casi mil años, de un parecido estilo de cerámica Chanapata que Rowe ha clasificado en Chanapata clásico y Chanapata derivado.
El período de los llamados "Estados regionales" tiene una de sus manifestaciones en Qotakalli, a unos diez kilómetros al suroeste de la capital, en la margen derecha del río Huatanay. Esta fue posiblemente, en forma sucesiva, la sede de las llamadas culturas Killke y Lucre, que florecieron entre los años 600 y 1200 d. C. En ese período se hace presente en la zona del Cusco la influencia Huari o Wari, cuyo centro estaba en Ayacucho, influencia que pudo haberse derivado de una ocupación directa de la región por pobladores venidos del norte.
Ello parece deducirse del principal establecimiento Huari en la región, la ciudad de Pikillaqta ("ciudad pulga" o "ciudad de las pulgas"), ubicada en el valle de Lucre, a 32 kilómetros al sudeste del Cusco. Construida de una vez, siguiendo un plano, posee una planta perfectamente rectangular y ocupa un área de más de 50 hectáreas. Algunos de sus edificios tenían dos y quizá tres pisos, con paredes de piedra mezclada con barro y revestidas con yeso blanco. Pikillaqta, que debió albergar a alrededor de 10 000 habitantes, desempeñó funciones ceremoniales y administrativas, de control de un extenso territorio en la ruta hacia el Collao, y estuvo rodeada de poblaciones menores pero también significativas por su tamaño, como Choquepuquio o Qaranqayniyuj. La importancia de Pikillaqta, que continuó habitada en tiempo de los incas, radica en su condición de antecedente de la planificación urbana o gubernamental incaica.

## Llegada de los incas
Hacia el 1200 ddC, hace su aparición en la zona un grupo humano procedente del sur. Entonces el valle del Huatanay y sus inmediaciones estaban habitados por pequeñas comunidades, algunos de cuyos nombres se conocen: sahuasiras, antasayas, huallas, poques, lares, alcavizas, copalimaytas. Poco se sabe, en cambio, soibre su origen y lenguaje, aunque lo más probable es que hablaran aimara. La tradición incaica contaba que los hermanos Ayar se habían ido apoderando sucesivamente, por la fuerza o por medio de alianzas, de todos los lugares del valle, desterrando o despojando a sus antiguos pobladores, para asentarse finalmente en lo que sería luego la ciudad del Cusco, llamada entonces Acamama, palabra de significado oscuro, pero, en opinión de Rodolfo Cerrón Palomino, de probable procedencia puqina. De acuerdo con los mitos y las noticias que la nobleza cusqueña transmitió a los cronistas, los pueblos que habitaban la región antes de la llegada de los incas se encontraban en un estadio bastante precario de civilización. Así, Juan de Betanzos dice que no había en el emplazamiento del Cusco sino un pequeño grupo de "hasta treinta casas pajizas y muy ruines" y que la mayor parte del valle era "un tremedal o ciénaga". Esto probablemente no era tan cierto, pues, aunque todavía estaban lejos del desarrollo que se alcanzaría dos siglos después, esos pobladores de entonces fabricaban una cerámica bastante elaborada y sus técnicas agrícolas eran, en lo fundamental, las mismas que sus sucesores emplearían.
Los ayllus incaicos habían llegado al Cusco buscando un emplazamiento, luego de su dispersión a raíz del colapso del reino de Taipicala, en el Collao. Traían, seguramente, conocimientos y una organización más avanzada que el de los pobladores originarios. También, un idioma, el puquina, que no pudieron imponer y sólo conservaron como "lenguaje secreto" de la realieza, en un medio aimarahablante que luego adoptaría el quechua. Durante casi dos siglos, los incas, asentados en la parte alta y central del valle del Cusco, limitaron su dominioa un pequeño territorio que al principio fue creciendo de modo muy lento. Aunque los cronistas recogieron informaciones detalladas sobre los primeros gobernantes incas, es difícil otorgar total credibilidad a estos datos. habida cuenta de que la transmisión oral no resulta confiable, porque se desliza hacia el mito, cuando se refiere a hechos sucedidos más allá de las cuatro o cinco generaciones. Por ello, se suele considerar a los primeros Incas, hasta Huiracocha Inca, como míticos, y se calculan fechas absolutas a partir del reinado de Pachacútec, cuando la información resulta más fiable.

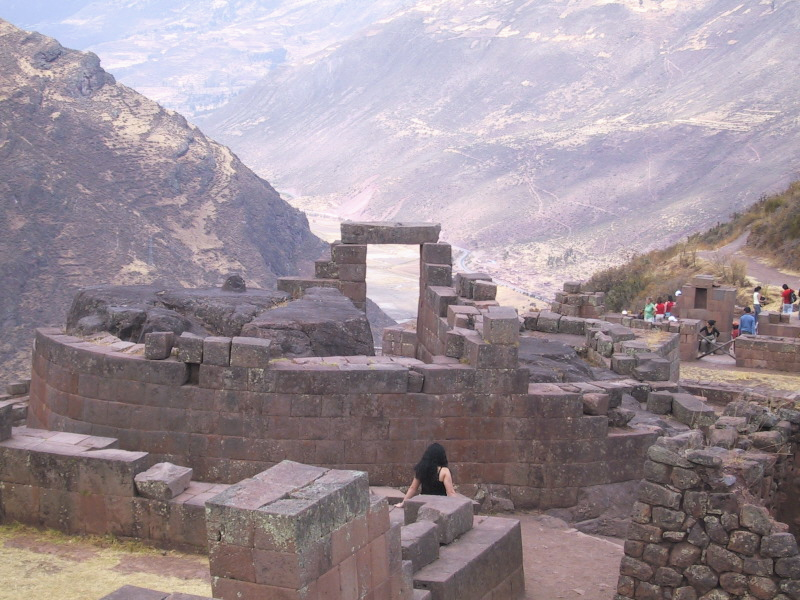
Portada en Písac.

En todo caso, el gobierno de Manco Cápac y sus inmediatos sucesores tuvo que haber estado guiado por la necesidad de consolidar su asentamiento en el Cuzco, rodeados como estaban los incas por pueblos hostiles. La proverbial laboriosidad incaica debe de haberse dirigido a mejorar la producción agrícola por medio de la construcción de andenes y el transporte de tierra fértil, trabajo este último que la tradición atribuye al segundo inca Sinchi Roca. Los pantanos del valle fueron desecados, labor aparentemente realizada durante el gobierno de Inca Roca, y también se construyeron unos pocos edificios que subsistían a la llegada de los españoles, como el palacio de Manco Cápac, el de Colcampata, todavía en el estilo primitivo y tosco de labrar la piedra.
Algunos historiadores han calculado que el grupo que arribó con Manco Cápac no excedían los 500 individuos, y que dos generaciones después esa población apenas se había duplicado. Esto explicaría por qué los incas tardaron tanto en iniciar la política expansiva que luego los caracterizaría. La tradición atribuye a Mayta Cápac, el cuarto inca, el haber sometido a los alcavizas, sus mayores rivales en el valle, abriendo de esta manera la puerta para una futura expansión hacia los territorios cercanos, tarea que estuvo a cargo de su hijo Cápac Yupanqui, quien fue el primero en incursionar fuera del valle. Fruto de esa política fue su matrimonio con la hija del gobernante ayarmaca de Anta, lo que le proporcionó un valioso aliado más allá de los límites del Cusco. También a Cápac Ypanqui se le atribuye una gran preocupación por el mejoramiento de su ciudad, su saneamiento y la construcción en piedra de edificios como el Inticancha.
La historiografía incaica habla de dos dinastías de gobernantes cusqueños: los hurin (abajo) y los hanan (arriba). Como sabemos, la concepción dual del mundo de los pueblos andinos opera con estas categorías que también se proyectan a la organización social ya la distribución del espacio. Cápac Yupanqui esw considerado el último de los reyes hurin.. El advenimiento de la dinastía hanan se habría debido a una pugna por la sucesión de este Sapa Inca, al parecer envenenado por una de sus esposas, pugna en la que se impuso la facción hanan del Cusco, que proclamó soberano a Inca Roca, uno de los hijos de Cápac Yupanqui.

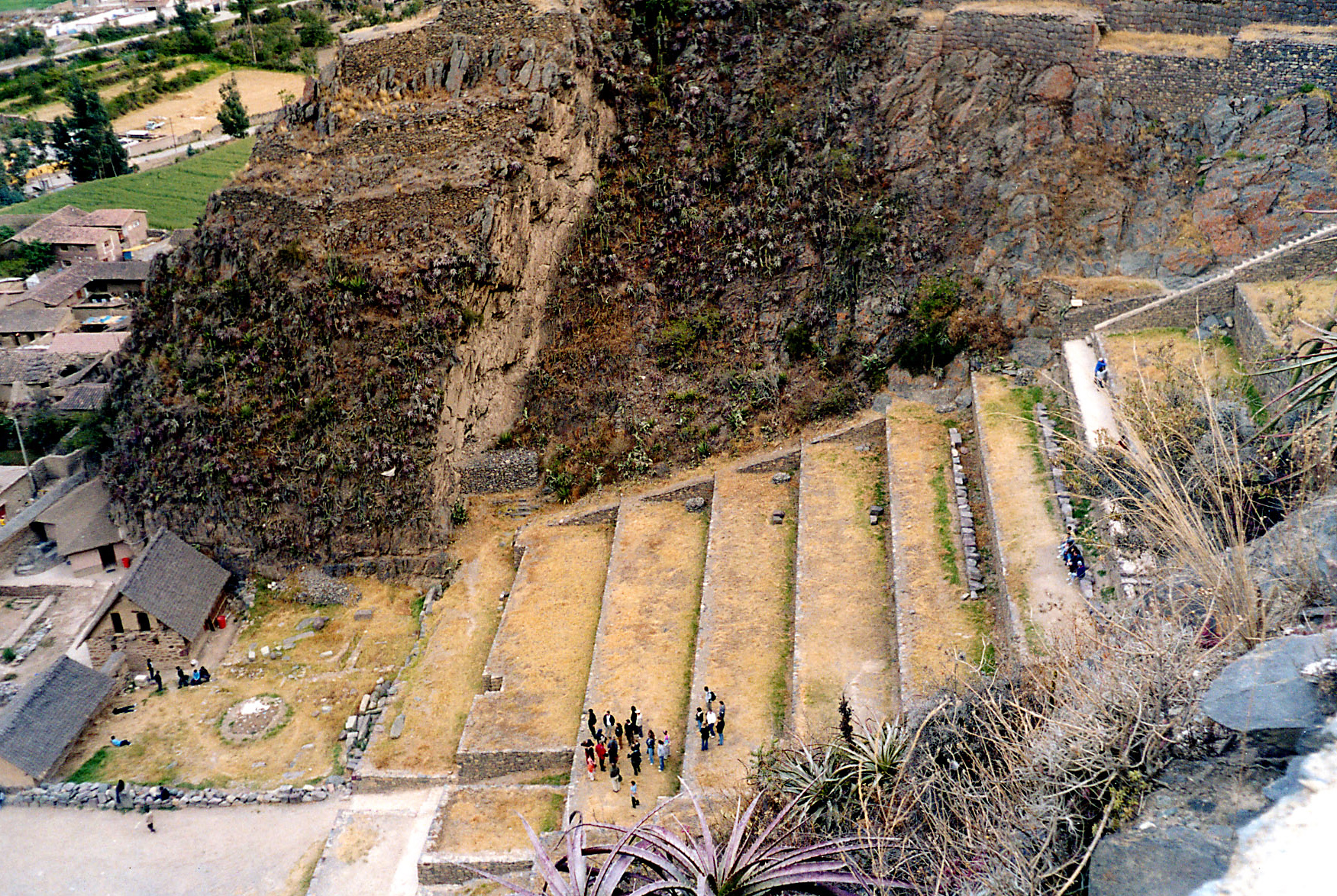
Andenería en Ollantaytambo.

Cuando se produce la conquista española, los asuntos religiosos estaban a cargo de dignatarios hurin, en tanto que los militares y de conducción del gobierno, en manos del Inca, hanan. Se atribuye a Cápac Yupanqui haber establecido este régimen diárquico o más bien, restablecido, pues al parecer era el que imperaba en Taipicala antes de que los incas migraran al Huatanay. Inca Roca realizó incursiones militares fuerra del valle, pero sus dominios no crecieron en forma sustancial, pues está probado que los curacazgos vecinos fueron todavía independientes en este período. Se supone que la vivienda de este Inca es la que hoy el Arzobispado de la ciudad tiene como sede en la calle Hatun Rumíyoc.
El siguiente gobernante, Yahuar Huaca, emprendió expediciones militares hacia el sur, pero fue su hijo Huiracocha, por lo menos según el testimonio de Pedro Sarmiento de Gamboa,, el primero que incorporó a sus dominios los territorios de los pueblos que vencía. Huiracocha hizo avanzar, por el sur, los límites del futuro imperio hasta el Collao, y hacia el oeste hasta el Apurímac, río que lo separaba de los territorios de confederación chanka. Y fue, precisamente, este pueblo, emparentado, por lo demás, con los incas, pues tenían un común origen altiplánico, el que pondría en riesgo la independencia del Cusco, y el que, al ser vencido, posibilitaría la imparable expansión de los incas.
Al producirse la invasión chanca, Huiracocha al parecer había cedido el gobierno a su hijo Inca Urco, pero el héroe de la resistencia cusqueña fue otro hijo de Huiracocha, Cusi Yupanqui, quien, al retornar en triunfo, fue reconocido como Sapa Inca y tomó el nombre de Pachacútec ("el que cambia el mundo").

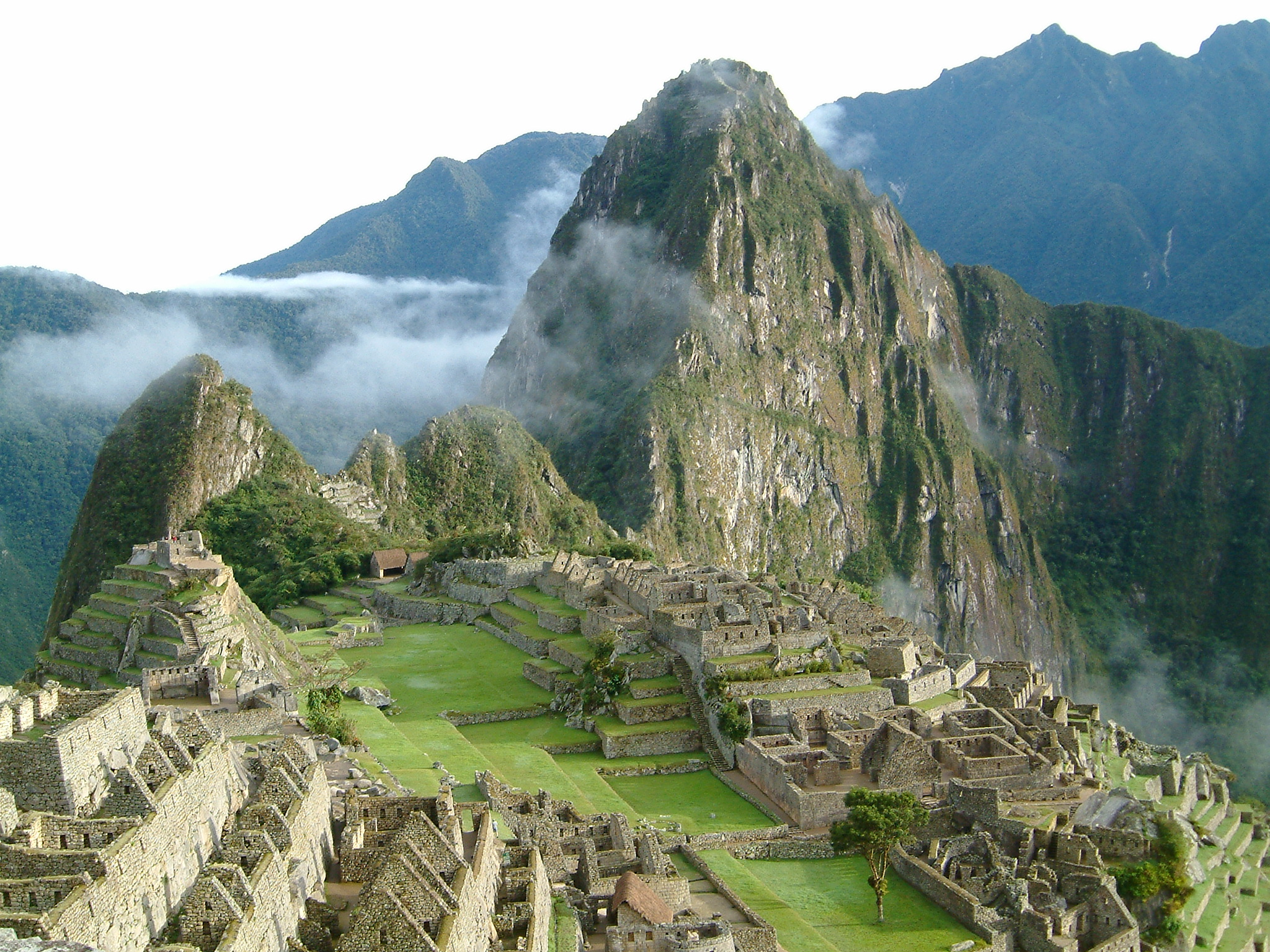
Ciudadela de Machu Picchu en el valle del río Urubamba.

El período de esplendor cusqueño se inicia con el nuevo Inca, en el siglo XV. Sus conquistas, que empiezan por la zona de Ollantaytambo, Machu Picchu y la entrada al valle de La Convención y continúan con el sometimiento de los soras y Lucanas de Ayacucho, se extienden luego desde Chincha hasta la costa norte, con la incorporación del reino Chimú, y las serranías de Cajamarca y Chachapoyas. Pachacútec, además consolida los avances efectuados por su antecesor en el Collao. Bajo su gobierno se reorganizan la administración y el ejército, y los nuevos territorios son unidos por una admirable red de caminos (Cápac Ñam) provistos de tambos. Los excedentes que el Estado inca empieza a acumular se invierten en su ciudad capital, que experimenta un crecimiento extraordinario y una verdadera remodelación urbanística, a consecuencia de la cual adoptará el plano, con una gran plaza central que conocieron los conquistadores españoles.

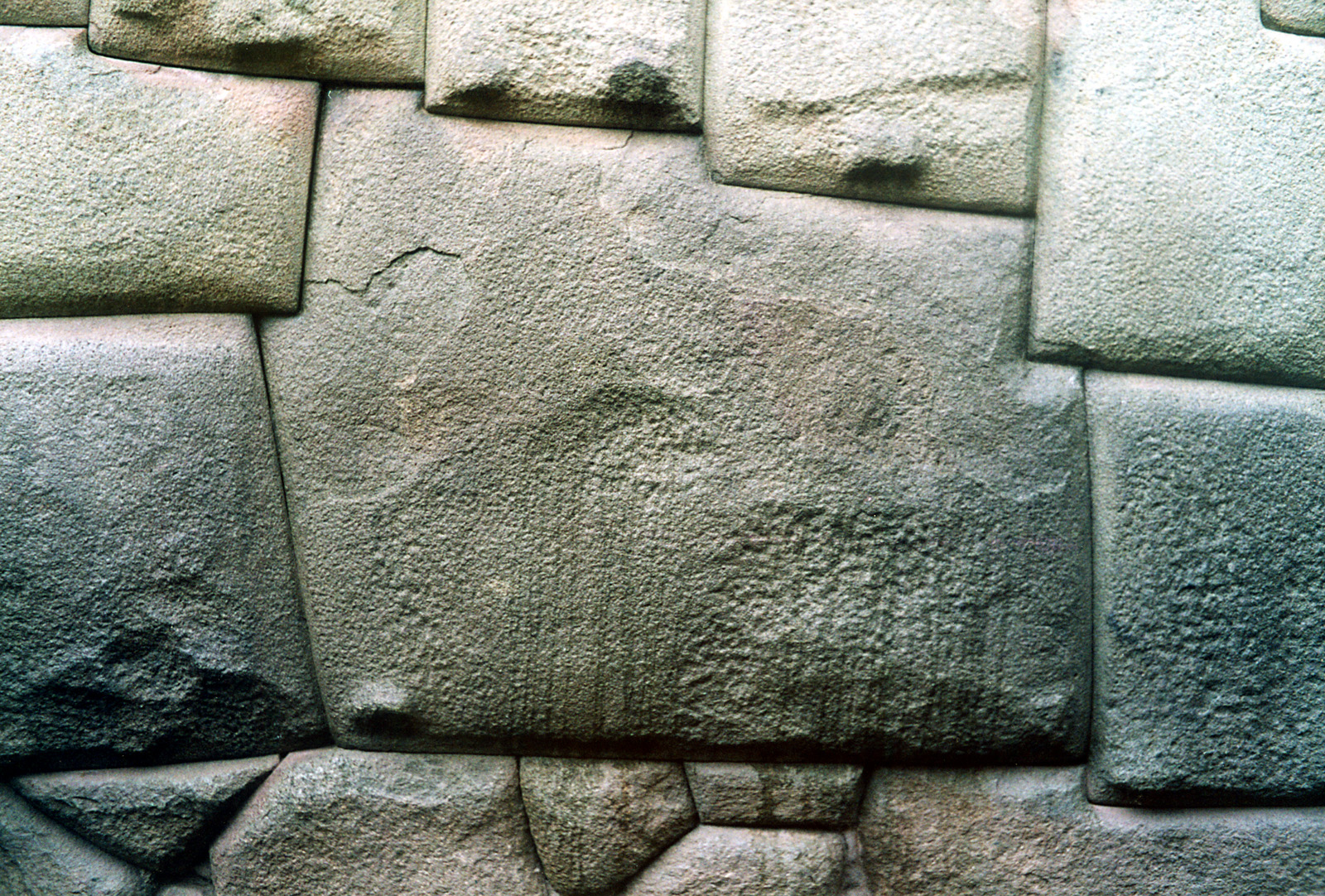
Piedra de los doce ángulos en la Calle Hatum Rumiyoc en el Cusco.

El gobierno de Pachacútec se superpone al de su hijo y corregente Túpac Yupanqui, que en cida de su padre conquistó hasta Quito y se internó en el territorio del actual Chile, y quien gobernaría brevemente como sucesor del gran Pachacútec. Se dice el que el período propio de Túpac Yupanqui se inició con una visita general a sus dominios para implantar la organización cusqueña y reafirmar el dominio inca. Antes, mientras se desempañaba como heredero, había emprendido un misterioso viaje marítimo de nueve meses de duración, en balsa, hacia las islas de Ahuachumbi y Ninachumbi, que algunos identifican como la Polinesia, concretamente con la isla de Pascua, en la que todavía subsisten unas enigmáticas ruinas que tienen algún parentesco con las construcciones incaicas.
No sin las usuales turbulencias dinásticas que se desataban a la muerte de un Inca, a Túpac Yupanqui sucedió su hijo Huayna Cápac. Éste acrecentó algo más los dominios cusqueños hacia el norte, hasta la tierra de los pastos, en la actual Colombia, territorios de difícil conquista por estar en la periferia del imperio y, en cierto modo, también al margen de la cultura andina. El imperio incaico estaba llegando a sus límites naturales, más allá de los cuales los territorios estaban poco poblados o sus habitantes tenían un grado de desarrollo mucho menor. Hay que recordar, al respecto, que la riqueza de la que buscaban apoderarse los incas no era territorial sino de mano de obra.
Como quiera que fuese, Huayna Cápac permaneció buena parte de su vida en Tumibamba, fundada por su padre y donde había nacido, y allí enfermó y murió a avanzada edad, aparentemente de viruela, la cual, adelantándose a sus iniciales portadores europeos, también terminó con la vida de Ninan Cuyuchi, sucesor designado por Huayna Cápac.
.

## Estertores del imperio
La versión tradicional sobre la guerra civil desatada a la muerte de Hayna Cápac habla del enfrentamiento entre un inca legítimo, Huáscar, y un usurpador de origen quiteño, Atahualpa. Hoy sabemos que esta es una simplificación, producto no sólo de las informaciones interesadas que recogieron algunos cronistas, singularmente el Inca Garcilaso de la Vega, que reflejaban las pugnas todavía muy recientes, sino también de la incomprensión de los mecanismos de sucesión incaicos y, en general, de la organización de su sociedad.
La manera inca de acceder al poder parece haber sido bastante compleja e involucraba a todas las panacas y grupos de presión en una negociación que podía desembocar en la violencia, a resultas de lo cual se imponía como gobernante al pariente más hábil del anterior gobernante. Aunque hay indicios de que, a partir de Pachacútec, los incas preparaban a un sucesor encomendando a alguno de sus hijos tareas militares y administrativas, esa decisión no era necesariamente aceptada por los sacerdotes o los jefes militares.
Al arribo de los españoles, la sucesión de Huayna Cápac estaba casi decidida: Huáscar, quien en el Cusco fue apoyado por el clero incaico y la facción hurin, había sido derrotado por su hermano Atahualpa, sustentando en el ejército y los hanan y que había hecho de Quito su sede. De haber llegado los europeos una década después, quizás apenas habrían oído rumores sobre esta pugna, borrado ya Huáscar de la historia oficial.
Algunos historiadores sostienen que, en realidad, el conflicto entre Huáscar y Atahualpa no fue sino el de dos incas "legítimos", pues el imperio habría sido siempre por una diarquía en la que uno de los incas se ocupaba de los asuntos religiosos y civiles, y el otro, de los militares. En todo caso, esta guerra intestina fue aprovechada por Francisco Pizarro para sus propósitos de conquista, y así, después de la captura (el 16 de noviembre de 1532) y muerte (el 16 de noviembre de 1533) de Atahualpa, los españoles se apoyaron en los seguidores de Huáscar, quienes les proporcionaron ayuda en hombres y, sobre todo, una cobertura ideológica que desarmó la resistencia de un amplio sector indígena, pues los europeos fueron presentados como salvadores o árbitros del conflicto. Con la ejecución de Atahualpa, quien, a su vez, había mandado desde su prisión en Cajamarca asesinar a Huáscar, el imperio incaico deja en los hechos de existir. Todavía serán considerados incas, nombrados por los conquistadores Túpac Huallpa (Toparpa), Manco Inca y Paullu Inca, y el propio Manco y sus hijos que continuaron la resistencia en Vilcabamba, Sayri Túpac, Titu Cusi Yupanqui y Túpac Amaru, pero aquellos fueron gobernantes sólo nominales, y los otros no ejercieron su soberanía sino en un pequeño y aislado territorio.
El fin formal del imperio se consumó con la captura y decapitación de Túpac Amaru el 24 de mayo de 1572. Por entonces ya había empezado la desestructuración del universo andino con la implantación de un nuevo sistema administrativo, una nueva religión y, con las "reducciones" del virrey Francisco de Toledo (1569-1581) durante el reinado de Felipe II de España (1556-1598).